# Центростремительная сила

Центростремительная сила F поворачивает тело массой m, движущееся со скоростью V вокруг точки O, по круговой траектории радиуса r

Центростреми́тельная си́ла — это название той составляющей действующих на тело сил, которая заставляет тело поворачивать (то есть двигаться по траектории, радиус кривизны которой в точке, где находится тело, не может быть принят равным бесконечности). Это составляющая, направленная перпендикулярно мгновенному вектору скорости тела.
Для образования траектории с радиусом кривизны в данной точке {\displaystyle r} требуется центростремительная сила {\displaystyle F_{c}=ma_{c}=m{\frac {v^{2}}{r}}=m\omega ^{2}r}, где {\displaystyle a_{c}} — центростремительное ускорение в данной точке, {\displaystyle m} — масса тела, {\displaystyle v} — его скорость в данной точке, а {\displaystyle \omega } — его угловая скорость в данной точке.

## Физический смысл
Ускорение тела в любой точке траектории можно разложить на тангенциальное, то есть параллельное скорости, и нормальное (оно же центростремительное) {\displaystyle {\vec {a_{c}}}}, перпендикулярное скорости. Именно наличие {\displaystyle {\vec {a_{c}}}} изменяет направление движения тела, поворачивая траекторию, и для образования кривизны радиуса {\displaystyle r} на скорости {\displaystyle v} это ускорение должно быть равно {\displaystyle v^{2}/r}, или, что то же самое, {\displaystyle \omega ^{2}r}, где {\displaystyle \omega } — угловая скорость тела в данной точке относительно мгновенного центра поворота (связь между первой формулой и второй очевидна, учитывая что {\displaystyle v=\omega r}). Согласно второму закону Ньютона, наблюдаемое ускорение тела соответствует сумме действующих на него сил. Это верно в инерциальных системах отсчёта, а согласно принципу Д’Аламбера это, при введении соответствующих сил инерции, верно и в неинерциальных. Составляющая действующих на тело сил, соответствующая центростремительному ускорению, называется центростремительной силой ({\displaystyle {\vec {F_{c}}}=m{\vec {a_{c}}}}).
Центростремительная сила не является самостоятельной силой и представляет собой лишь результат формального разложения суммы всех действующих на тело сил на две составляющие — вдоль и поперёк касательной к траектории движения. В случае установившегося (то есть при постоянной угловой скорости) движения тела по круговой траектории за счёт единственной силы, действующей в направлении центра вращения (например, силы натяжения нити, связывающей тело с центром, или при движении по круговой орбите в поле силы гравитации), вся эта сила является центростремительной. Она направлена перпендикулярно к вектору скорости, работы за полный круг не совершает, кинетическая энергия тела не изменяется. Такое движение может продолжаться неограниченно долго.
В общем случае, при движении по любой траектории, отличающейся от круговой, центр поворота не лежит на направлении суммы действующих на тело сил. Так, например, при движении Земли вокруг Солнца по своей эллиптической орбите, действующая на Землю сила взаимного тяготения Земли и Солнца полностью становится центростремительной лишь в афелии и перигелии. При этом тангенциальная составляющая силы реакции связи, совершает работу, ведущую к увеличению кинетической энергии тела (при разгоне) или уменьшению её (при торможении). Это периодически имеет место во Вселенной при движении небесных тел по кеплеровским эллиптическим орбитам вокруг общего центра тяготения, поскольку работа сил связи за полный оборот равна нулю. Так же, за счёт систематического опережения мгновенного центра вращения смещением точки приложения силы, раскручивают, например, пращу.
Так же как скорости, ускорения и траектории тел зависят от выбранной системы отсчёта, от выбора системы отсчёта зависит и то, какую часть суммы сил понадобится считать центростремительной. В частности, переходя в систему отсчёта, связанную непосредственно с движущимся телом, мы естественным образом сводим траекторию в неподвижную точку в центре системы отсчёта, и, соответственно, не можем в контексте этой системы отсчёта говорить ни о центростремительном ускорении данного тела, ни о соответствующей силе. И наоборот, перейдя в систему отсчёта, вращающуюся относительно тел, мы в ней получаем криволинейные траектории этих тел, соответствующие центростремительные ускорения и, соответственно, центростремительные силы.
С понятием «центростремительная сила» и переходом из инерциальной системы отсчёта во вращающуюся неинерциальную, тесно связано понятие «центробежная сила».
В связи со сложностью понимания переходов из одной системы отсчёта в другую, особенно если они движутся относительно друг друга с динамически меняющимся ускорением, понятия центростремительной и центробежной сил вызывают многочисленные споры и недоразумения.